# Unione Sportiva Cremonese 1936-1937
Questa pagina raccoglie le informazioni riguardanti l'Unione Sportiva Cremonese nelle competizioni ufficiali della stagione 1936-1937.

## Stagione
Nella stagione 1936-1937 la Cremonese termina al quinto posto in classifica.

## Rosa
| N. |                      | Ruolo | Calciatore          |
| -- | -------------------- | ----- | ------------------- |
|    | Italia (bandiera)    | C     | Dante Bergamaschi   |
|    | Italia (bandiera)    | P     | Domenico Bertazzoli |
|    | Argentina (bandiera) | A     | Cesare Bertolo      |
|    | Italia (bandiera)    | A     | Achille Buzzoni     |
|    | Italia (bandiera)    | C     | Giulio Caldirola    |
|    | Italia (bandiera)    | C     | Pietro Camisaschi   |
|    | Italia (bandiera)    | A     | Luigi Del Grosso    |
|    | Italia (bandiera)    | C     | Arsenio Dacquati    |
|    | Italia (bandiera)    | P     | Ugo Ferrazzi        |
|    | Italia (bandiera)    | A     | Bruno Foglia        |

| N. |                   | Ruolo | Calciatore         |
| -- | ----------------- | ----- | ------------------ |
|    | Italia (bandiera) | A     | Angelo Gibertoni   |
|    | Italia (bandiera) | C     | Gino Giuberti      |
|    | Italia (bandiera) | C     | Pio Gramigna       |
|    | Italia (bandiera) | A     | Alfredo Lazzaretti |
|    | Italia (bandiera) | C     | Romeo Melato       |
|    | Italia (bandiera) | A     | Riccardo Orlandi   |
|    | Italia (bandiera) | C     | Sergio Rampini     |
|    | Italia (bandiera) | A     | Aristide Rossi     |
|    | Italia (bandiera) | C     | Tullio Scanferlini |
|    | Italia (bandiera) | A     | Leo Trovati        |

## Risultati

### Serie B

#### Girone di andata
| Arbitro: | Forni (Trento) |

|                 |           |  |
| Bermone 9’, 60’ | Marcatori |  |

| Arbitro: | Gonani (Ravenna) |

|                                   |           |  |
| Del Grosso 17’ Testoni 75’ (aut.) | Marcatori |  |

| Arbitro: | Caironi (Milano) |

|                                                |           |               |
| Bernardi 27’ Bianchi II 33’, 70’ Remondini 38’ | Marcatori | 24’ Gibertoni |

| Arbitro: | Bevilacqua (Viareggio) |

|                         |           |             |
| Rampini 30’ Buzzoni 75’ | Marcatori | 52’ Svageli |

| Modena 11 ottobre 1936 5ª Giornata | Modena            | 0 – 0 | Cremonese | Stadio Alberto Braglia\| Arbitro: \| Gianelli (Genova) \| |
| Arbitro:                           | Gianelli (Genova) |       |           |                                                           |

| Cremona 18 ottobre 1936 6ª Giornata | Cremonese      | 0 – 0 | Pisa | Polispotivo Roberto Farinacci\| Arbitro: \| Forni (Trento) \| |
| Arbitro:                            | Forni (Trento) |       |      |                                                               |

| Arbitro: | Barlassina (Novara) |

|            |           |                    |
| Chiodi 90’ | Marcatori | 1’, 78’ Lazzaretti |

| Arbitro: | Gianelli (Genova) |

|             |           |                   |
| Buzzoni 23’ | Marcatori | 33’ (rig.) Varini |

| Arbitro: | Gnocchini (Ancona) |

|  |           |               |
|  | Marcatori | 63’ Bertolo I |

| Arbitro: | Moretti (Genova) |

|                                                         |           |                                     |
| Bertolo I 14’ (rig.) Buzzoni 44’, 50’ Biondi 61’ (aut.) | Marcatori | 31’ (rig.) Della Latta 63’ Lemmetti |

| Arbitro: | Galeati (Bologna) |

|               |           |  |
| Savio 5’, 15’ | Marcatori |  |

| Arbitro: | Curradi (Firenze) |

|                           |           |            |
| Caldirola 37’ Buzzoni 81’ | Marcatori | 22’ Brossi |

| Arbitro: | Dellarole (Roma) |

|                                                          |           |                |
| Bertolo I 9’, 50’, 72’ Giuberti 38’ Bergamaschi 47’, 80’ | Marcatori | 85’ Ferretti I |

| Arbitro: | Gonani (Ravenna) |

|  |           |               |
|  | Marcatori | 31’ Arcari IV |

| Arbitro: | Mazzarini (Roma) |

|                                     |           |                |
| Barberio 50’ Isada 65’ Prandoni 79’ | Marcatori | 89’ Camisaschi |

#### Girone di ritorno
| Arbitro: | Ceccherini (Pisa) |

|               |           |  |
| Bertolo I 52’ | Marcatori |  |

| Arbitro: | Saracini (Ancona) |

|                                    |           |                                 |
| Lessi 3’ Valentini 5’ Antolini 30’ | Marcatori | 10’ (aut.) Viganò 38’ Gibertoni |

| Arbitro: | Gnocchini (Ancona) |

|                           |           |               |
| Rampini 27’ Bertolo I 88’ | Marcatori | 25’ Remondini |

| Arbitro: | Moretti (Genova) |

|                                             |           |               |
| Svageli 10’, 60’ Vanzini 26’, 69’ Busin 87’ | Marcatori | 35’ Bertolo I |

| Arbitro: | Biancone (Roma) |

|              |           |                        |
| Giuberti 55’ | Marcatori | 12’ Galli 80’ Zironi I |

| Arbitro: | Gondola (Monfalcone) |

|            |           |               |
| Bertoni 6’ | Marcatori | 32’ Bertolo I |

| Arbitro: | Gnocchini (Ancona) |

|                |           |             |
| Camisaschi 89’ | Marcatori | 44’ Bianchi |

| Arbitro: | Mastellari (Bologna) |

|                 |           |                          |
| Valari 36’, 48’ | Marcatori | 39’ Buzzoni 53’ Gramigna |

| Arbitro: | Scotto (Savona) |

|           |           |  |
| Rossi 88’ | Marcatori |  |

| Arbitro: | Bertone (Torino) |

|  |           |              |
|  | Marcatori | 22’ Gramigna |

| Arbitro: | Mastellari (Bologna) |

|                                 |           |  |
| Buzzoni 39’, 63’ Lazzaretti 85’ | Marcatori |  |

| Arbitro: | Fois (Roma) |

|  |           |             |
|  | Marcatori | 83’ Rampini |

| Arbitro: | Tonnetti (Roma) |

|                               |           |  |
| Ferretti 63’ Viani I 83’, 88’ | Marcatori |  |

| Arbitro: | De Benedictis (Padova) |

|                                               |           |  |
| Arcari IV 72’, 81’ Costanzo 84’ Arcari IV 88’ | Marcatori |  |

| Arbitro: | Curradi (Firenze) |

|               |           |          |
| Bertolo I 39’ | Marcatori | 86’ Tosi |

## Statistiche

### Statistiche di squadra
| Competizione | Punti | In casa | In casa | In casa | In casa | In casa | In casa | In trasferta | In trasferta | In trasferta | In trasferta | In trasferta | In trasferta | Totale | Totale | Totale | Totale | Totale | Totale | DR |
| Competizione | Punti | G       | V       | N       | P       | Gf      | Gs      | G            | V            | N            | P            | Gf           | Gs           | G      | V      | N      | P      | Gf     | Gs     | DR |
| ------------ | ----- | ------- | ------- | ------- | ------- | ------- | ------- | ------------ | ------------ | ------------ | ------------ | ------------ | ------------ | ------ | ------ | ------ | ------ | ------ | ------ | -- |
| Serie B      | 33    | 15      | 9       | 4       | 2       | 27      | 12      | 15           | 4            | 3            | 8            | 13           | 30           | 30     | 13     | 7      | 10     | 40     | 42     | -2 |
| Coppa Italia |       | 1       | 0       | 1       | 0       | 2       | 2       | 1            | 0            | 1            | 0            | 2            | 2            | 2      | 0      | 2      | 0      | 4      | 4      | 0  |
| Totale       |       | 16      | 9       | 5       | 2       | 29      | 14      | 16           | 4            | 4            | 8            | 15           | 32           | 32     | 13     | 9      | 10     | 44     | 46     | -2 |

### Statistiche dei giocatori
| Giocatore      | Serie B  | Serie B | Coppa Italia | Coppa Italia | Totale   | Totale |
| Giocatore      | Presenze | Reti    | Presenze     | Reti         | Presenze | Reti   |
| -------------- | -------- | ------- | ------------ | ------------ | -------- | ------ |
| D. Bergamaschi | ?        | 2       | ?            | ?            | ?        | 2+     |
| D. Bertazzoli  | ?        | -?      | ?            | -?           | ?        | -?     |
| C. Bertolo     | ?        | 10      | ?            | ?            | ?        | 10+    |
| A. Buzzoni     | ?        | 8       | ?            | ?            | ?        | 8+     |
| G. Caldirola   | ?        | 1       | ?            | ?            | ?        | 1+     |
| P. Camisaschi  | ?        | 2       | ?            | ?            | ?        | 2+     |
| L. Del Grosso  | ?        | 1       | ?            | ?            | ?        | 1+     |
| A. Dacquati    | ?        | 0       | ?            | ?            | ?        | 0+     |
| U. Ferrazzi    | ?        | -?      | ?            | -?           | ?        | -?     |
| B. Foglia      | ?        | 0       | ?            | ?            | ?        | 0+     |
| A. Gibertoni   | ?        | 2       | ?            | ?            | ?        | 2+     |
| G. Giuberti    | ?        | 2       | ?            | ?            | ?        | 2+     |
| P. Gramigna    | ?        | 2       | ?            | ?            | ?        | 2+     |
| A. Lazzaretti  | ?        | 3       | ?            | ?            | ?        | 3+     |
| R. Melato      | ?        | 0       | ?            | ?            | ?        | 0+     |
| R. Orlandi     | ?        | 0       | ?            | ?            | ?        | 0+     |
| S. Rampini     | ?        | 3       | ?            | ?            | ?        | 3+     |
| A. Rossi       | ?        | 1       | ?            | ?            | ?        | 1+     |
| T. Scanferlini | ?        | 0       | ?            | ?            | ?        | 0+     |
| L. Trovati     | ?        | 0       | ?            | ?            | ?        | 0+     |